# Archivo de Paquete Personal
Un Archivo de Paquete Personal, abrevidamente APP (en inglés Personal Package Archive, abrevidamente PPA) es un repositorio de software especial para subir paquetes fuente para ser construidos y publicados como un repositorio APT para Launchpad. A pesar de que el término se usa exclusivamente dentro de Ubuntu, Canonical, que son los mantenedores de Launchpad, prevé su adopción más allá de la comunidad Ubuntu.